# Парасольчикальні
Парасольчикальні (Splachnales) — порядок Bryophyta або листяних мохів. Разом з Orthotrichales, Hedwigiales і Bryales утворює надряд Bryanae.